# 고마키 마사노부
고마키 마사노부(일본어: 小牧 成亘, 1992년 4월 28일~)는 일본의 축구 선수이다.

## 구단 경력
그는 2015년 J2리그의 로아소 구마모토에 입단했다. 2017년 J3리그의 아술 클라로 누마즈로 이적했다. 2018년부터 2019년까지 후지에다 MYFC와 반라우레 하치노헤에서 뛰었다. 2020년 가이나레 돗토리로 이적했다. 2021년 8월 반라우레 하치노헤로 복귀했다.